# Li Conghou
Li Conghou (chin. upr.: 李从厚; chin. trad.: 李從厚; pinyin: Lǐ Cónghòu), urodzony w 914 roku, był cesarzem chińskim z Późniejszej dynastii Tang, założonej przez ludy tureckie Shatuo. Sprawował swe rządy zaledwie rok, od 933 do 934. Został obalony przez swego przyrodniego brata Li Congke.